# Wieki Somers

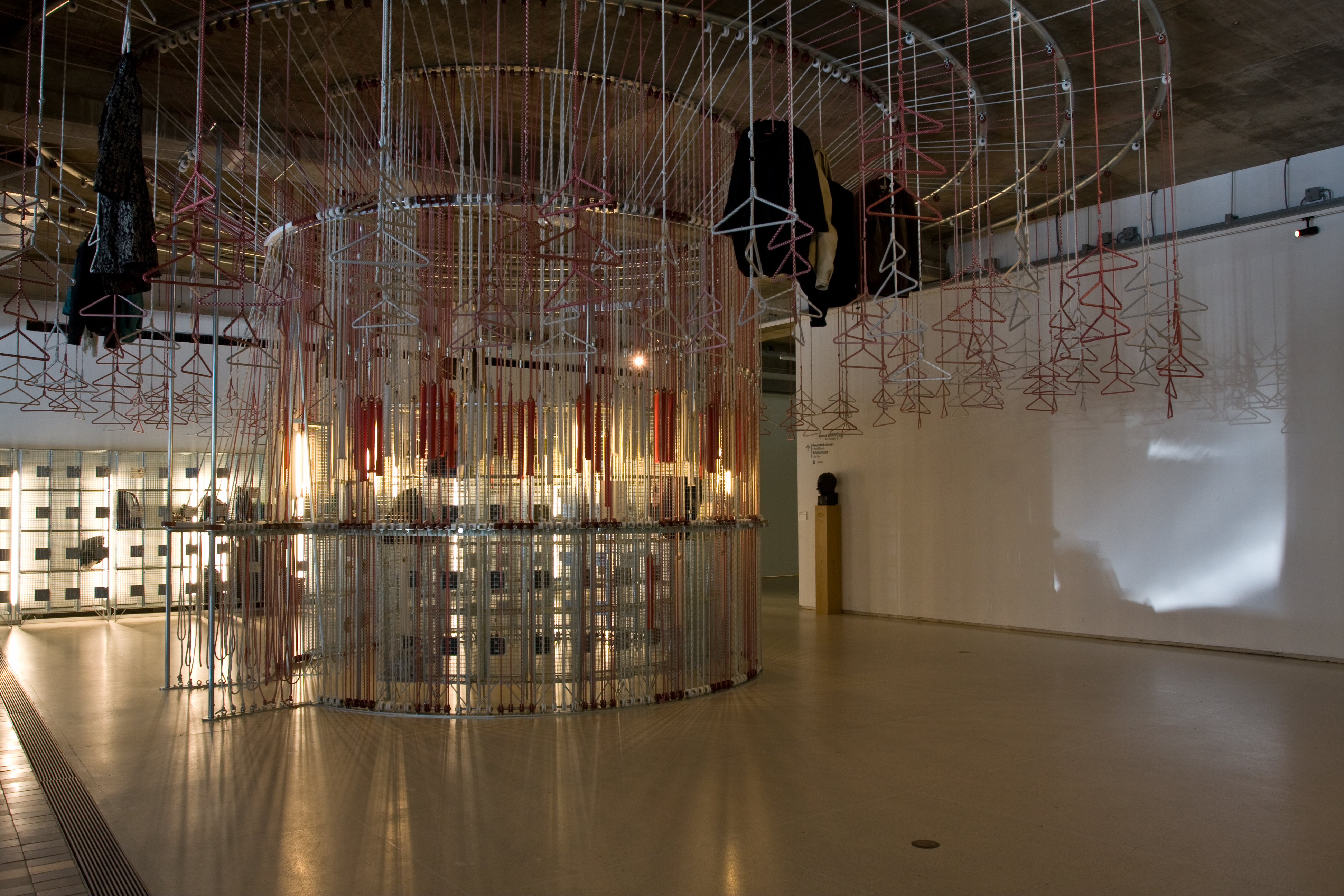
The Merry-go-round Coat Rack dans le vestiaire du Musée Boijmans Van Beuningen

Wieki Somers (Sprang-Capelle, 1976) est une designer néerlandaise. Elle est diplômée de la Design Academy Eindhoven en 2000 et puis fonde le Studio Wieki Somers avec son camarade Dylan van den Berg. En plus de son travail de conception, elle enseigne également dans l'école qui l'a formée ainsi qu'à l'École cantonale d'art de Lausanne.

## Biographie
Wieki Somers travaille en collaboration avec Dylan van den Berg sous le nom de Studio Wieki Somers. Wieki est considérée comme faisant partie de la deuxième génération des designers hollandais qui ont acquis une renommée internationale. Contrairement à la première génération de designers hollandais, qui ont travaillé principalement sur la conception fonctionnelle, conceptuelle, cette deuxième génération reconnait aussi l'importance de l'esthétique.
En octobre 2009, Studio Wieki Somers a remporté le Golden Eye (le prix du meilleur design néerlandais) au Dutch Design Awards avec le Merry-go-round Coat Rack, conçu pour le vestiaire du Musée Boijmans Van Beuningen de Rotterdam. En tirant des cordes, des manteaux sont soulevées par le carrousel, ce qui donne l'impression qu'ils flottent dans l'espace. Le portemanteau a également été nommé en 2009 au Design Museum de Londres pour le prix du Designs of the Year.
D'autres modèles bien connus de Wieki comprennent le High Tea Pot, en forme de crâne de porc accompagné de fourrure; Bathboat, une baignoire en forme de bateau, et la Bellflower, une lampe de deux mètres de haut tissé d'une seule pièce de tissu en utilisant une technique de tissage expérimental. En 2007, le studio a conçu pour le Musée municipal de La Haye de La Haye le vase de tulipes Departed glory.
Le centre de design VIVID basé à Rotterdam a exposé son travail de novembre 2005 à janvier 2006. De décembre 2008 à Février 2008, le Stedelijk Museum 's-Hertogenbosch de Bois-le-Duc a présenté une exposition sur le studio: Studio Wieki Somers : thinking hands, speaking things. La Galerie Kreo à Paris a présenté, quant à elle, Wieki Somers: Frozen in Time, une exposition d'objets conçus par Wieki qui ont été inspirés par des photographies d'une tempête dans le nord des Pays-Bas le 2 mars 1987.